# SOL-решение
SOL-решение, (англ. Satisfaction Outcome Loyalty) — решение для численного измерения риска лояльности клиентов в рамках концепции цепи «Услуга-Прибыль» (англ. The Service Profit Chain), объясняющей взаимосвязь между прибылью компании и лояльностью клиентов. Звенья в цепи «услуга-прибыль» соединяются следующим образом:
- ценность создается лояльными и эффективными сотрудниками компании;
- удовлетворенность клиентов зависит от качества полученных услуг;
- лояльность клиентов возникает в результате их удовлетворенности;
- прибыль компании определяется лояльностью клиентов и позволяет мотивировать сотрудников.

SOL-решение позволяет агрегировать данные мониторинга удовлетворенности и лояльности клиентов в сводную матрицу рисков организации. Используемые в SOL-решении показатели силы воздействия на результат и частоты событий риска (неудовлетворенности клиентов) в соответствии с используемой матрицей риска определяют его ранг. Приоритизация рисков лояльности осуществляется с использованием матрицы и реестра рисков в соответствии с ГОСТ Р ИСО 31000:2010 «Риск-менеджмент». SOL-решение используется в проактивном управлении на основе обратной связи с клиентами.

## Применение
- SOL-решение используется в медицинском менеджменте. В рамках Системы аудита лояльности пациентов сопоставляются результаты оценки удовлетворенности пациентов полученными медицинскими услугами с достигнутым результатом — индексом лояльности NPS пациентов медицинской организации.[1][2][3][4]

- В санаторно-курортной отрасли и гостиничном бизнесе. Возможность ранжирования рисков отеля с использованием SOL-решения позволяет делегировать полномочия. Так, критические риски отеля требуют оперативных действий и, как правило, контролируются управляющим директором отеля.[5] [6]

- SOL-решение может использоваться для построения банковских систем раннего оповещения о возможных рисках погашения кредитов заемщиками и в рамках МСФО (IFRS 9) «Финансовые инструменты». При этом острота поведенческих реакций клиентов банка определяется степенью их лояльности организации и требует учета как со стороны пассивов банка, так и со стороны его активов.[7] [8]